# Aquaria (videojuego)
Aquaria es un videojuego de acción-aventura sidescrolling en 2D diseñado por Alec Holowka y Derek Yu, que juntos forman la compañía de juegos independiente Bit Blot que desarrolló y publicó originalmente el juego.
Después de más de dos años de desarrollo, el juego fue lanzado en 2007 para Windows. Una versión para Macintosh fue lanzada en 2008 por Ambrosia Software, y una versión actualizada del juego fue lanzado en Steam ese mismo año. Una versión para Linux  del juego fue lanzada como parte de la colección “Humble Indie Bundle” en 2010, y una versión para el iPad fue lanzada el 2 de noviembre de 2011. Más recientemente, una versión para  Android del juego fue lanzado como parte del “ Humble Bundle with Android 6 Collection” el 6 de junio de 2013. En 2009, la banda sonora de Aquaria se puso a la venta. Incluye toda la música en el juego y algunos contenidos extras como remixes.
El juego sigue a Naija, una mujer con forma de sirena, en su exploración del mundo subacuático de Aquaria. A lo largo de su viaje, aprende sobre la historia del mundo subacuático y de su propio pasado. El modo de juego se centra en la combinación de la natación, el canto y el combate, a través del cual Naija puede interactuar con el mundo. Las canciones de Naija pueden mover elementos, afectar a las plantas y animales, y cambiar su apariencia física. Estos cambios de apariencia tienen diferentes habilidades, tales como disparar proyectiles contra las criaturas hostiles o pasar por barreras inaccesibles para ella en su forma natural.
Las críticas del juego fueron generalmente positivas. Los críticos se centraron principalmente en los efectos visuales, la música y la atmósfera como algo particularmente digno de elogio. También se hicieron comentarios adicionales positivos acerca de los controles y la jugabilidad, mientras que las críticas negativas se centraron en el sistema de mapas y una variedad limitada de objetivos. El juego ganó el premio Seumas McNally del Festival de Juegos Independientes marzo de 2007.

## Jugabilidad

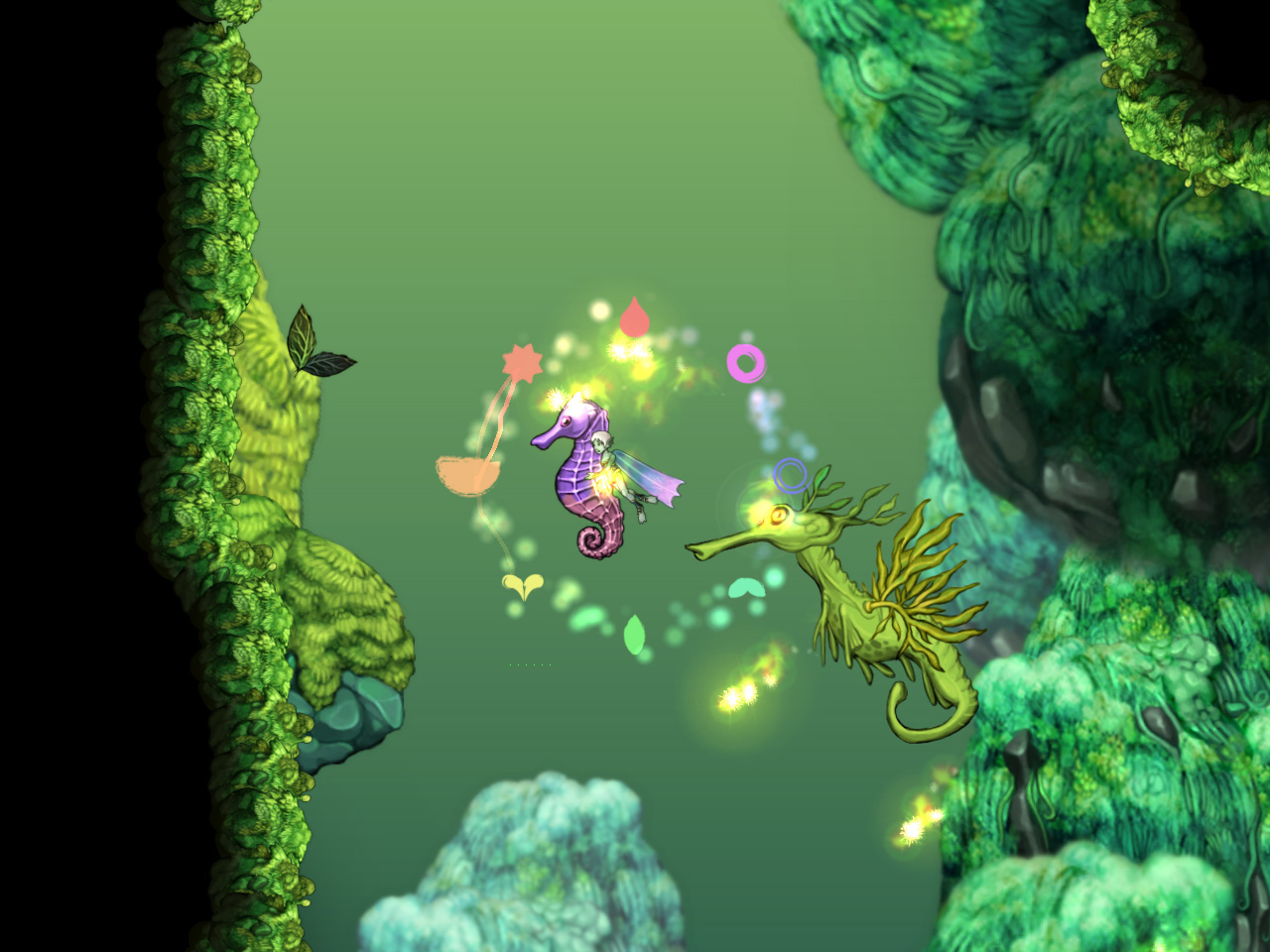
Naija en su forma predeterminada montando un caballito de mar junto a un dragón marino. Alrededor de ella está el anillo de ocho notas con el cual el jugador puede reproducir canciones.

Aquaria es un juego de acción y aventura sidescrolling 2D, centrado enormemente en la exploración y puzles, con una jugabilidad no lineal. El jugador controla Naija, una solitaria habitante del agua, que es similar a una mujer. Naija también tiene varias cualidades similares a las de los peces, tales como la capacidad de respirar bajo el agua e impulsarse rápidamente con sus “pies”. El juego, originalmente solo para Windows, fue diseñado para ser controlado únicamente a través del ratón, aunque también se puede controlar con un teclado o un controlador de Xbox 360.
El jugador dirige Naija a través de un mundo submarino compuesto de varias distintas regiones, que van desde cuevas, ruinas submarinas hasta los oasis iluminados por el sol. Estas zonas están llenas de vida vegetal y animal, que puede ser hostil, amistosa o neutrales hacia ella.  Las plantas y animales hostiles pueden herir Naija, reduciendo su barra de salud, al tocarla o disparando proyectiles contra ella.
En general, Naija no puede interactuar directamente con los objetos del mundo. En su lugar, la mayoría de las acciones se logra a través de cantar canciones cortas. El jugador hace esto mediante la selección de una serie de notas que aparecen en un círculo de ocho opciones en el orden correcto. Cada nota se corresponde con un color diferente.  Las notas que canta afecta a las plantas y los objetos del mismo color que la nota, mientras canta las canciones, una vez aprendidas a través del juego, pueden levantar objetos, crear un escudo alrededor de Naija, o cambiar la apariencia de Naija en diferentes "formas" que tienen diferentes habilidades únicas críticas para superar los diversos desafíos y obstáculos que se encuentran en el juego. Los tonos específicos que se reproducen cuando el jugador selecciona una nota sutilmente pueden cambiar en diferentes regiones, haciendo coincidir con la música de fondo. La forma predeterminada o "forma normal", es la única en el que Naija puede cantar, y es la única en el que su aspecto es modificable por el jugador por tener distintos trajes que se encuentran en todo el juego.
Otras formas, que solo pueden ser utilizadas una vez encontradas en el juego, son la "forma de energía", en la que Naija puede disparar proyectiles para atacar a las criaturas enemigas, la "forma de la bestia", que permite Naija nadar más rápido a través del agua y comer peces pequeños para restaurar la salud, y la "forma natural", en la que Naija puede disparar semillas que producen flores y plantas espinosas que pueden dañar a otras criaturas. En esta forma, Naija no se verá perjudicada por espinas en las plantas. El jugador también puede aprender el "formulario de sol", que permite a Naija emitir luz en zonas oscuras, la "forma espiritual", que permite al jugador moverse a lugares específicos señalados por los cristales azules, la "forma de pez", donde Naija se convierte en un pequeño pez rápido,  y la  "forma dual", que se encuentra al final del juego.
Mientras explora el mundo, Naija puede recoger diversos ingredientes interaccionando con las plantas y los animales y luchando contra sus enemigos. Estos ingredientes se pueden utilizar para cocinar platos, que tienen distintos efectos sobre Naija. Los efectos más comunes son la curación y mejorar diversas características como la velocidad y la defensa, pero hay algunos platos más exóticos que otorgan nuevas habilidades.  El jugador puede aprender nuevas recetas recogiendo directamente nuevos platos, pero también puede aprender de ellos la combinación de ingredientes sin saber primero la receta.

## Trama

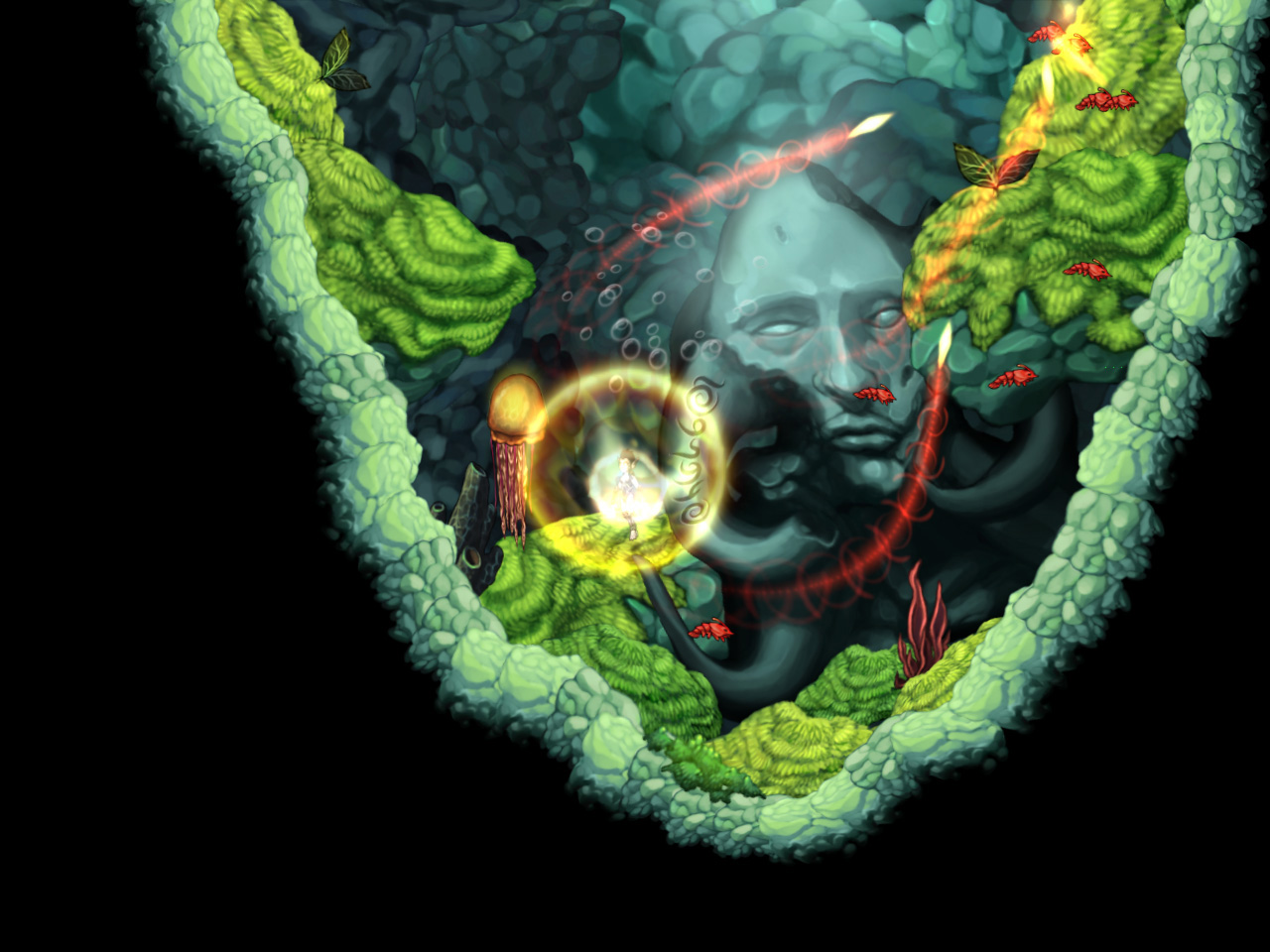
Naija atacando criaturas marinas.

A medida que el juego comienza, Naija ha perdido casi todos sus recuerdos, y no es consciente del mundo exterior ya que "vive como una criatura simple".  Al jugador se le va contando esto en voz en off en forma de una historia contada por una futura Naija. Estas narraciones constituyen la principal fuente de información acerca de Naija lo largo del juego, aunque hay escenas ocasionales que también descubren la trama .
El juego comienza al ser confrontado por una sombra y se muestra una serie de flashbacks que Naija no entiende, ella despierta. Sintiendo la soledad por ser el único miembro de su especie, Naija decide explorar el mundo a su alrededor. A medida que el jugador explora, Naija descubre más y más acerca de la historia del mundo "Aquaria", y sobre su propio pasado. El juego está ambientado en un mundo abierto, y el jugador no está obligado a ir a través de la trama en una secuencia establecida. El único factor limitante son barreras físicas tales como áreas que solo se pueden acceder mediante el uso de una forma específica. Las combinaciones de estas limitaciones físicas colocan a algunos elementos de la trama más adelante en el juego.  La narrativa de la mayor parte del juego se centra en la exploración de una serie de civilizaciones en ruinas que Naija encuentra y en las cuales se encuentra con un gran monstruo. Estas civilizaciones constituyen las diferentes regiones del juego.

## Desarrollo
Aquaria fue desarrollado por Derek Yu y Alec Holowka en dos años,  inspirado de un concepto que Holowka había pensado un año antes.  Yu era el artista principal, y Holowka maneja los componentes de programación y de audio. Los diseñadores habían trabajado anteriormente en videojuegos; Yu había hecho varios juegos freeware, incluyendo I'm O.K – A Murder Simulator con Holowka y otros, mientras que Holowka había trabajado para varios videojuegos en desarrollo, de los cuales nunca había conseguido un juego publicado. Los dos formaron oficialmente el estudio Bit Blot para respaldar el juego una semana antes de su presentación en el Festival de Juegos Independientes 2007. El nombre del estudio quiere representar una fusión de arte y tecnología. Aquaria es único juego del estudio a partir de 2011. Ambos miembros del equipo continúan haciendo videojuegos, pero no lo están haciendo como sociedad; Holowka ha formado un equipo independiente llamado “Infinite Ammo”, y Yu está nuevamente trabajando juegos gratuitos.
El prototipo inicial del juego tenía pensado ser similar a un juego de rol basado en texto, con un gran mundo abierto y muchas misiones extras. Después de avanzar hacia un sistema de juego complicado, el equipo decidió simplificar el juego y poner el Independent Games Festival 2007 como fecha límite para completar todo. Con esta presión de tiempo, se obligaron a dejar afuera un montón de cosas que consideraban de innecesaria complejidad, con lo que quedó el núcleo del juego. Después de la eliminación de muchos elementos extraños se añade un nuevo sistema de comidas, que sentían encajan bien con el resto del juego, así como un sistema de mapas. Entonces desarrollaron el mundo del juego y la historia en manera más o menos lineal, la creación de diseños básicos de cada región y luego volver a los detalles.  Esto les permitió crear ideas interesantes al inicio del juego que luego se resuelven al final. El juego también incluye un editor de niveles y animación.  Se han hecho varios mods para el juego.
El juego fue desarrollado para ser capaz de ser controlado por el jugador solo con el ratón, después de que lo sugiriera el padre de Yu. Los desarrolladores consideraron que este esquema de control obligó a hacer el juego fluido y fácil de entender, aunque también añaden la opción de controlar el juego con un teclado o un mando de Xbox 360. Yu y Holowka consideraron que el "sello" del juego de exploración sea una sensación de soledad, que haga una parte de la narración, pero también querían que el jugador tenga una idea del carácter de Naija. Para ello, se utiliza la voz en off para demostrarle al jugador lo que Naija sentía en los puntos clave del juego. La voz de Naija fue realizado por Jenna Sharpe, quien fue elegida después de audicionar con varias otras actrices de voz. Ella, además una canción de la banda sonora, "Lost to the waves". También cantó una pieza vocal de nueve minutos, "Fear the Dark"  para el lanzamiento de la banda sonora de Aquaria, que fue publicado por Bit Blot, el 14 de noviembre de 2009. El álbum incluye 50 canciones en dos discos, incluyendo toda la música en el juego, así como la nueva pista de voz y algunos remixes.
El juego fue lanzado para equipos con Windows 7 de diciembre de 2007. Un parche fue lanzado más adelante que añade nuevas funcionalidades al mapa en el juego, ha añadido soporte para la pantalla ancha, y ajustado varias opciones de juego. Un puerto de Macintosh fue lanzado el 12 de noviembre de 2008, cortesía de Ambrosia Software. El juego fue lanzado en Steam el 15 de diciembre de 2008;incluyó la adición de 27 logros de Steam. Una versión Linux del juego fue desarrollado por Ryan C. Gordon en 2009; una beta abierta corrió hasta el 6 de febrero de 2010, y la versión para Linux del juego fue lanzado como parte del Humble Indie Bundle. El código fuente para el motor del juego fue lanzado bajo la Licencia Pública General de GNU el 3 de junio de 2010. Una versión modificada fue lanzada para el iPad el 2 de noviembre de 2011. Esta versión, que incluye soporte para pantalla táctil y cambios en la forma en que funciona el mapa, fue creado por Andrew Church.

## Recepción

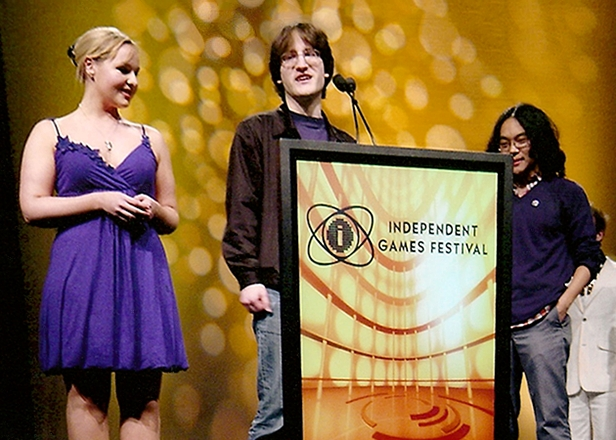
Jenna Sharpe, Alec Holowka, and Derek Yu en el festival Independent Games de 2007

Aquaria fue el ganador del Gran Premio McNally Seumas del Independent Games Festival 2007, y también fue finalista en las categorías de Diseño, Innovación, Excelencia en Arte Visual y Excelencia en Audio. El festival elogió "los controles de fluidos, único modo de juego, no lineal y gráficos de estilo libro de cuentos dibujados a mano vibrante" del juego. El juego recibió elogios de muchos usuarios diferentes, Cam Shea de IGN lo llamó "un producto muy grande de un estudio pequeño", Richard Naik de GameCritics lo llamó" un producto de muy alta calidad y un buen ejemplo del género de desplazamiento lateral”,  mientras que Chris Dahlen de “The AV Club”  denominó "no es tanto una aventura retro, es como una consideración diferente de todo lo que hizo buenas a las viejas aventuras en 2D".
Los elogios para el juego se centraron principalmente en los efectos visuales y la atmósfera. “Hyper Tim Henderson” elogió el juego "una sensación rara y auténtica de la exploración, de asombro y de descubrimiento",  y una revisión por Scott Colbourne de The Globe and Mail calificó de "simplemente bellol" con un "Es un juego profundo con una historia afectiva". “Colbourne” resume Aquaria como" un juego en el que da gusto perderse".
Otros críticos, como Tom Bramwell de Eurogamer y Chris Holt de Macworld hicieron eco los gráficos y la atmósfera, mientras que Craig Pearson de PC Gamer UK agregó elogios para la música y voces en off y Suzie Ochs de MacLife elogiaron la música y la historia. Otros elogios para el juego fueron a su esquema de control y a su mecánica de juego, con Holt llamando al sistema de cocina como digno de alabanza. A pesar de señalar que los efectos visuales y la presentación del juego sería la primera cosa que los jugadores se dieran cuenta, Nathan Pollas de PowerPlay PC afirmaron que "desde el punto de vista del diseño, Aquaria es un triunfo, con la cantidad justa de complejidad y el nivel de diseño que da"en el clavo"”.
Varios críticos, como Bramwell y Holt, criticaron el mapa del sistema presente en la versión inicial del juego por ser confuso y difícil. Otros críticos tenían diferentes preocupaciones, como Henderson, quien criticó la versión inicial de "la falta de pantalla ancha y ser en ocasiones incómoda", o Naik, quien consideró que el esquema de control no era tan intuitivo cuando se utiliza un controlador de Xbox 360. Shea y Pearson sintieron que el juego podría haber utilizado más puzles o una mayor variedad de misiones y objetivos para equilibrar la exploración y el combate. No se sentían, sin embargo, estas desventajas en comparación con los aspectos positivos del juego, Pearson afirmó que "lo bueno supera con creces lo que son esencialmente “peros” ".